# Cherokee County, Iowa
Cherokee County är ett administrativt område i delstaten Iowa, USA, med 12 072 invånare. Den administrativa huvudorten (County Seat) är Cherokee.

## Geografi
Enligt United States Census Bureau så har countyt en total area på 1 494 km². 1 494 km² av den arean är land och 0 km² är vatten.

### Angränsande countyn
- O'Brien County - nord
- Buena Vista County - öst
- Ida County - syd
- Woodbury County - sydväst
- Plymouth County - väst